# Paps of Anu
Die Paps of Anu (auch Paps of Dana, Hill of the Rushes, oder nur The Paps, irisch: An Dá Chích, „die zwei Brüste“, auch Dá Chích Anann oder Dá Chích Dhanann, „die zwei Brüste Anus“ bzw. „Danus“) liegen südlich von Killarney an der Grenze zwischen den Countys Kerry und Cork in Irland. 
Die sanft gerundeten 670 m hohen Hügel mit den Cairns auf den Gipfeln (einer davon über vier Meter hoch) die von unten wie Brustwarzen aussehen sind die höchsten Kuppen in der Slieve Luachra genannten Gruppe. 

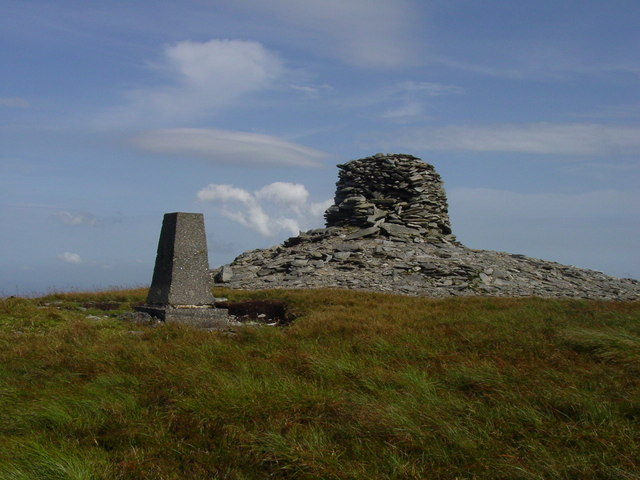
Eine der Brustwarzen der Anu und der trigon. Punkt

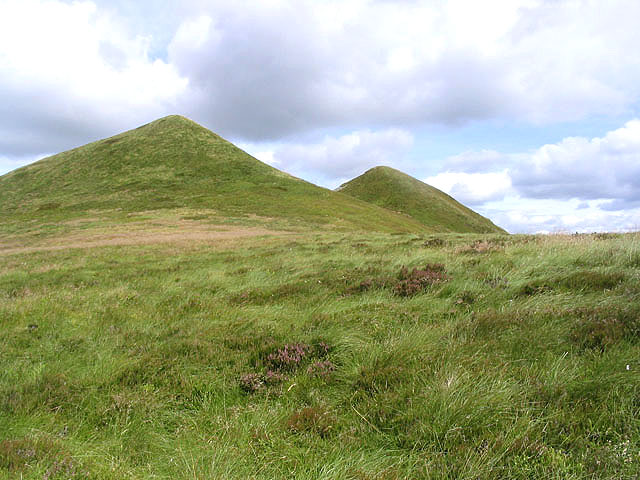
Maiden Paps Hawick

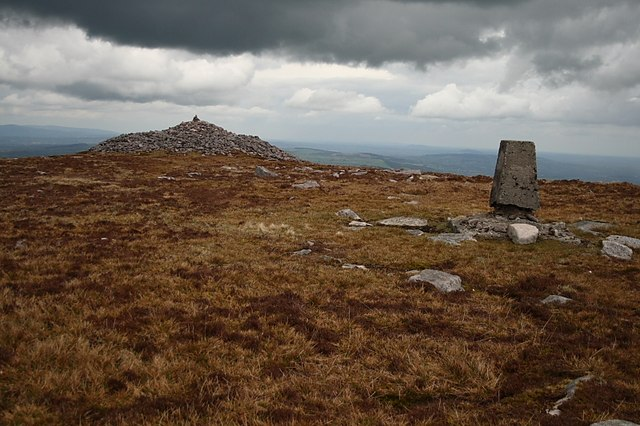
Slievenamon

In der irischen Mythologie sind sie die Brüste der Göttermutter Anu bzw. Danu, wie auch Íath nAnann als Dichtername für Irland gebräuchlich war. Irisch cíoch (Dual chích) wird abgeleitet vom rekonstruierten keltischen Wort *kik-, das ebenfalls „Brust“ bedeutet, das neukymrische cig hat die übertragene Bedeutung „Fleisch“.
Hügel dieser Form und entsprechenden Namens gibt es auf den Britischen Inseln mehrfach:
- die Paps of Jura auf der Insel Jura
- zwei Hügel auf der Scilly-Insel Samson
- Maidens Paps am Cochno Loch in den Kilpatrick Hills, und Maiden Paps von Hawick beide Schottland
- der Slievenamon, irisch: Sliabh na mBan („Berg der Frauen“), bei Clonmel im County Tipperary ist mit dem auf der Spitze liegenden Cairn „Síd ar Femin“ ebenfalls eine Manifestation der Göttin.

In der Nähe liegt das mit der heidnischen Tradition um die Paps verbundene Cathair Crobh Dearg.